# Edgardo D. Carosella
 (janvier 2013).
Edgardo Delfino Carosella né à Buenos Aires le 9 avril 1951, est un immunologiste français.
École Normale Supérieure de Professeurs Mariano Acosta (Argentine, 1968). MD, Faculté de médecine de l’Université du Salvador s.j. (Argentine, 1975). Directeur de recherche au Commissariat à l’Énergie Atomique  et Chef du service de recherche en hémato-immunologie à l'hôpital Saint-Louis depuis 1995. Fondateur et Vice-président de la Fondation Jean Dausset-CEPH (Centre d’Étude du Polymorphisme Humain) depuis 1997.

Publications
H-index: 77
345 publications soumises à comité de lecture
53 articles de vulgarisation
33 ouvrages
100 parutions dans la presse écrite, locale et nationale
252 publications de congrès

## Travaux scientifiques
Edgardo D. Carosella commence sa carrière scientifique en 1972 à l’Institut de Recherche Hématologique de l’Académie Nationale de Médecine à Buenos-Aires (Argentine). Sa recherche porte alors sur la régulation des fonctions lymphocytaires chez les malades atteints de lymphome, et sur l’immunité cellulaire chez les malades atteints de lèpre. Il établit pour la première fois une corrélation parfaite entre l’activité lymphocytaire T et les différentes formes de lèpre (lépromateuse indéterminée et tuberculoïde), prouvant son rôle fondamental dans la lèpre indifférenciée et son évolution vers la forme lépromateuse ou tuberculoïde. 

En outre, après inoculation à des tatous du bacille de Hansen provenant d’un malade, il décrit pour la première fois, en même temps qu’une équipe canadienne (E. Storrs et al.), la reproduction du léprome chez les tatous (jusqu’alors cette inoculation, chez tous les animaux testés, ne reproduisait pas la maladie). Il a été ainsi le premier à étudier le système immunologique humoral et cellulaire chez trois espèces différentes des tatous, très primitives dans l'échelle zoologique (Chaetophractus villosus, Dasypus hybridus, Septecintus et Zaedus pichei), ce qui lui permit de standardiser et de préconiser l'espèce la plus appropriée à l'obtention des lépromes chez l'animal (Septecintus et Zaedus). Depuis, cette espèce a été à la fois utilisée comme modèle de reproduction de la maladie et pour l'obtention des lépromes.
En 1974, par l’étude immunologique des malades atteints de lymphomes hodgkiniens et non hodgkiniens, E.D. Carosella montre chez ces patients l’absence d’une réaction cutanée à la tuberculine associée à une diminution du nombre des lymphocytes T et leur réactivité vis-à-vis du même antigène. Les taux les plus bas correspondaient aux types cytologiques des pronostics les plus sévères de la maladie de Hodgkin. Ils étaient aussi corrélés à l'état clinique des patients et au degré de dissémination de la maladie.
En 1976, invité par le Pr Jean Bernard, il rejoint l’équipe du Pr Jean Dausset à l’Institut universitaire d’hématologie (IUH) à l’hôpital Saint-Louis. Il s’applique à l’étude des antigènes HLA (HLA (antigène)), à leur rôle dans l'immunité cellulaire et dans la transplantation allogénique. L’objectif est de mettre en évidence le contrôle génétique de la réponse proliférative allogénique, l’existence de lymphocytes suppresseurs et cytotoxiques, et les facteurs médiant cette activité. Jusqu’alors, le contrôle génétique de l’alloprolifération avait été attribué aux antigènes HLA-A, -B, -C du complexe HLA.

Mais l’étude réalisée par E.D. Carosella sur des familles informatives modifia ce concept et démontra l’existence d’un système autonome proche de la série HLA-B situé à 1 % de recombinaison de celle-ci et responsable de la prolifération allogénique. Ce système s’appellera par la suite région HLA-D, ce qui laisse présager l’existence de plusieurs locus. Pendant la réponse allogénique, il observa également la production de cellules mémoires immunes capables de proliférer rapidement en cas de re-stimulation par des cellules ayant servi à l'immunisation primaire, celle-ci étant contrôlée par un nouveau type d’antigènes appelés HLA-DR. C’est aussi durant cette réaction qu’il constata la différenciation d’une population lymphocytaire T suppressive capable d’inhiber la réponse allogénique. Ces cellules étaient capables de sécréter un facteur suppresseur qui inhibait cette réponse de façon non spécifique. Il démontra plus tard que cette inhibition était due à la molécule HLA-G.
Dans la continuité du service du Pr. Jean Dausset, le Service de Recherches en Hémato-Immunologie est créé et dirigé par le Docteur Edgardo D. Carosella. Celui-ci avec son équipe décrivit en 1992  pour la première fois la molécule d’immunotolérance HLA-G et son rôle essentiel dans la tolérance foeto maternelle mais aussi dans le rejet des greffes et la progression des cellules cancéreuses. Il est le checkpoint majeur de la réponse immune anti-tumorale.
Les objectifs scientifiques du SRHI portent d’une part, sur l’utilisation de la molécule HLA-G dans le traitement du rejet du greffon ; les études menées dans ce sens sur les cellules souches mésenchymateuses (exprimant HLA-G) chez les malades, montrèrent les propriétés tolérogènes adjuvantes en médecine régénérative (cutanée, osseuse…).
D’autre part, en cancérologie, l’objectif du SRHI est d’étudier l’hétérogénéité cellulaire au sein de la même tumeur (phénotypique, génotypique, histologique et immunologique) ainsi que les checkpoints (dont HLA-G) et leurs récepteurs exprimés par les cellules tumorales et immunes. En 2014, le SRHI centra sa recherche essentiellement en cancérologie. En effet, HLA-G se révéla être le checkpoint majeur de la réponse immune-tumorale. L’unité translationnelle du SRHI dirigée par le Professeur François Desgrandchamps (constituée par des chirurgiens, oncologues, anatomopathologues, radiothérapeutes, radiologues, médecin généraliste, internes et assistante de recherche clinique) développe une activité importante dans la recherche du cancer de la vessie et du rein. Ce projet a pour objectif de mieux combiner les traitements immunothérapeutiques afin de cibler l’ensemble de la tumeur et ses métastases. Une publication majeure montre une élévation hautement significative des cellules CD8, ILT2+  associée à une récurrence tumorale et un mauvais pronostic ; en outre un brevet a été déposé qui a obtenu le Trophée APinnov pour le brevet le plus innovant de l'AP-HP.
En outre, le SRHI étudie la radiosensibilité tumorale et individuelle et l’association de la radiothérapie avec l’immunothérapie (des anticorps anti checkpoint et anti HLA-G) en particulier l’effet abscopal. Ce projet  présente un intérêt fondamental dans le cadre de la compréhension des relations fonctionnelles hôte-tumeur et dans la dynamique de leur évolution. De même cette étude a des implications cliniques très importantes, dans la personnalisation de l’immunothérapie. Enfin, le SRHI à travers une startup, développe activement des anticorps monoclonaux fonctionnels anti-HLA-G à usage thérapeutique. 
C’est par ses travaux sur la molécule HLA-G qu’E.D. Carosella fait une découverte qui a totalement changé la compréhension de la tolérance fœto-maternelle. Pour la première fois, il est possible de répondre de façon décisive à la question de savoir pourquoi une mère ne rejette pas son fœtus semi-allogénique (puisqu’il porte des antigènes paternels). Il fit la première démonstration ex vivo du rôle protecteur de la molécule HLA-G, présente à la surface des cellules cytotrophoblastes, vis-à-vis de la lyse exercée par les cellules NK infiltrant la decidual utérine, tant dans des conditions semi-allogéniques (cytotrophoblaste et cellules NK provenant de la même mère) qu’allogéniques (cellules NK utérines et cytotrophoblastes de mères différentes). Le blocage de cette protéine par des anticorps spécifiques anti-HLA-G déclenche une cytotoxicité importante envers ces cellules fœtales. Ainsi le fœtus est protégé des réactions de rejet médiées par les cellules T et les lymphocytes NK maternelles. De plus il démontra que la molécule HLA-G est un inhibiteur des cellules immuno-compétentes : NK, T, cellules présentatrices des antigènes (APC) et cellules B productrices de Ac. Il décrivit trois conséquences cliniques majeures de l’expression de cette protéine : a) dans le contexte de la grossesse, HLA-G est la condition préalable à l’implantation embryonnaire ; b) en transplantation d’organes, elle induit une absence de rejet ; c) dans le contexte tumoral, son expression a un impact fonctionnel négatif sur la réponse anti-tumorale.

## Distinctions et prix
- Professeur honoraire de l'Universidad del Salvador, Buenos Aires (Argentine), 1997
- Hôte officiel de la Autoridad Regulatoria Nuclear (Argentine), 1999
- Membre correspondant élu de l’Académie des sciences de l’Institut de France, 1999
- Membre élu de la European Academy of Sciences[3], Bruxelles (Belgique), 2002
- International Scientist of the Year, International Biographical Centre, Cambridge (RU), 2003
- Docteur Honoris Causa de l’Université du Salvador (Argentine), 2006
- Membre étranger élu de la Real Academia de Medicina y Cirugia de Murcia, Instituto de España, 2014
- Membre étranger élu de la Real Academia de Medicina y Cirugia de Sevilla, Instituto de España, 2015
- Membre étranger élu de la Real Academia de Córdoba de Ciencas, Bellas Letras y Nobles Artes,  Instituto de España, 2016.

- Prix Juan M. Fernandes : Exploracion de la immunidad mediada por celulas en pacientes de lepra (Federacion del patronato del enfermo de lepra de la Republica Argentina), Buenos Aires (Argentine), 1977
- Price of the European Group for Blood and Marrow Transplantation : In situ rt-pcr: expression of cd34 gene in individual cells, Davos (Suisse), 1995
- Prix Européen de la Fundacion Balear Transplant : Functional role of pecam-1/cd31 molecule expressed on human blood progenitors, Baléares (Espagne), 1995
- Prix de la International Society of Experimental Hematology : Evidence for the presence of the alternatively splicedHLA-G mRNA forms in human mononuclear cells from peripheral blood and umbilical cord blood, Düsseldorf (Allemagne), 1995
- Lauréat de l'Académie des Sciences : Grand Prix C.E.A. de l'Académie des Sciences, Institut de France, Paris (France), 1996
- Merit Award of 13th International Congress of Histocompatibility and Immunogenetics, Seattle Washington (États-Unis), 2002
- Blaise Pascal Medal in Medicine, European Academy of Sciences, The Blaise Pascal Medal for Science and Technology, Bologne (Italie), 2009
- Trophée APinnov de l’AP-HP pour le brevet le plus prometteur : Utilisation du marquage CD8 ILT2 et du dosage de HLA-G plasmatique pour la prédiction du risque évolutif des tumeurs de vessie, Paris (France), 2017.

## Décorations
- Commandeur de la Légion d'honneur (2023)[4], Officier (2016)
- Commandeur de l'ordre national du Mérite (2010)
- Commandeur des Palmes académiques (2014)

## Ouvrages
- Pour quoi vous levez-vous le matin ?, Belin science, 2022.
- A travers les âges de la vie, Editions Hermann, Paris, Septembre 2022.
- Immunologia de las enfermedades infecciosas avec A.E. Bachmann et coll., Buenos Aires Arte, 1978
- Rôle de la molécule HLA-G dans la tolérance fœto-maternelle et l’implantation embryonnaire avec N. Rouas-Freiss, Masson, 2000
- L’Identité ? Soi et non-soi, individu et personne avec T. Pradeu, B. Saint-Sernin et C. Debru, Paris, PUF, 2006
- L'identité : qui suis-je ? Paris, PUF, 2006
- L’identité changeante de l’individu - La constante construction du Soi avec B. Saint-Sernin, Ph. Capelle et S.E. M. Sánchez Sorondo, Paris, L’Harmattan, 2008
- L'identité, la part de l’autre - Immunologie et philosophie avec T. Pradeu, Paris, Odile Jacob, 2010
- Nature et Artifice - l’homme face à l’évolution de sa propre essence, sous la direction de Edgardo D. Carosella, Paris, Hermann, 2014
- Lo humano, centro de nuestra identidad, discurso de recepción, Real Academia de Medicina y Cirugia de Murcia, España, 2014
- La condición de la identidad humana, discurso de recepción, Real Academia de Medicina y Cirugia de Sevilla, España, 2015
- Elogio a la diferencia y libertad del yo, discurso de recepción, Real Academia de Córdoba, 2016.
- Le sens de la vie, sous la direction de Edgardo D. Carosella, Paris, Hermann, 2017.
- Sous les sceaux du secret: les plis cachetés à l'Académie des sciences, Paris, CNRS Éditions, septembre 2020.